# 无柄山柑
无柄山柑（学名：Capparis subsessilis）为山柑科山柑属的植物，是中国的特有植物。分布在中国大陆的广西等地，生长于海拔500米的地区，多生长于山谷密林或疏林中的少见植物，目前尚未由人工引种栽培。